# Słaboszów (gemeente)
De gemeente Słaboszów is een landgemeente in het Poolse woiwodschap Klein-Polen, in powiat Miechowski.
De zetel van de gemeente is in Słaboszów.
Op 30 juni 2004 telde de gemeente 3877 inwoners.

## Oppervlakte gegevens
In 2002 bedroeg de totale oppervlakte van gemeente Słaboszów 76,96 km², waarvan:
- agrarisch gebied: 87%
- bossen: 6%

De gemeente beslaat 11,37% van de totale oppervlakte van de powiat.

## Demografie
Stand op 30 juni 2004:
| Omschrijving                   | Totaal | Totaal | Vrouwen | Vrouwen | Mannen | Mannen |
| ------------------------------ | ------ | ------ | ------- | ------- | ------ | ------ |
| eenheid                        | aantal | %      | aantal  | %       | aantal | %      |
| inwoners                       | 3877   | 100    | 1938    | 50      | 1939   | 50     |
| bevolkingsdichtheid (inw./km²) | 50,4   | 50,4   | 25,2    | 25,2    | 25,2   | 25,2   |

In 2002 bedroeg het gemiddelde inkomen per inwoner 1081,33 zł.

## Aangrenzende gemeenten
Działoszyce, Książ Wielki, Miechów, Racławice